# جبیل (عربستان سعودی)
جبیل (به عربی: مدینة الجبیل)، شهری صنعتی در کشور پادشاهی عربستان سعودی واقع در شبه جزیره عربستان است.
این شهر یکی از بزرگ‌ترین شهرهای صنعتی عربستان و منطقهٔ خاورمیانه به‌شمار می‌آید.
این شهر از شهرهای ساحلی کشور عربستان است که در کرانهٔ خلیج فارس واقع شده‌است.
خط لوله نفت (تاب لاین) که از ظهران می‌آید، از این شهر گذشته سپس به اردن، سوریه و لبنان می‌رسد.

## جمعیت
جمعیت «شهر الجبیل» طبق سرشماری عمومی نفوس و مسکن در سال ۲۰۰۴ م، برابر با ۲۴ هزار نفر بوده‌است که ۶۹٪ آن از تابعیت سعودی بوده‌اند، اکثریت ساکنان شهر جبیل مسلمان سنی هستند

## شهر الجبیل
«شهر الجبیل» به دو قسمت تقسیم شده‌است:
- قسمت اول: «البلد» که مرکز شهر است و خانه‌های ساکنان مردم شهر در آن قرار دارد.
- قسمت دوم: صنعتی که شرکت‌های بزرگی که به نام الهیئة الملکیة معروف هستند، در آن قرار دارد و شامل صدها شرکت است. شهر جبیل شهر زیبایی است، در این شهر در حدود ۱۰۰ هزار درخت تزیینی مختلف کاشته شده‌است.

## ریشه نام
الجبیل تصغیر «الجبل» است، که به معنای کوه است. و وجه تسمیهٔ شهر به نام «الجبیل»، از آنجاست که کوهی در کنارهٔ دریا وجود داشته‌است که با زمین یکسان نموده‌اند و «شهر الجبل» بر فراز آن بنیان‌گذاری شده‌است؛ بنابراین نام شهر را «الجبیل» گذاشته‌اند؛ تنها قسمت کوچکی از قلهٔ کوه (الجبیل) باقی‌مانده‌است و مشاهده می‌شود.
در دوران قدیم چاه آب شیرینی در این شهر بوده‌است که از آن قبیلهٔ (بنی زید بن عبید بن ثعلبه الحنفی) بوده‌است.

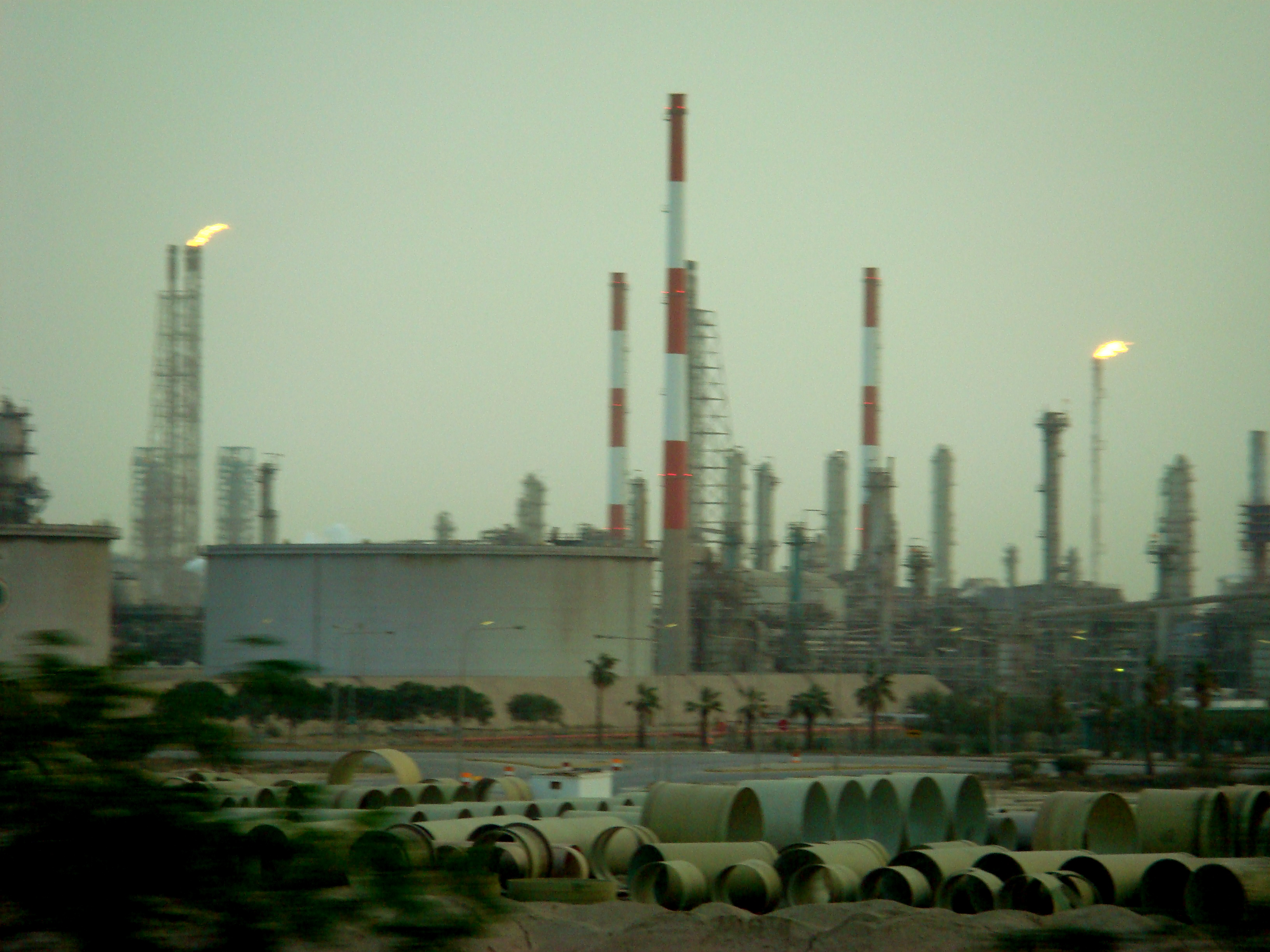